# Сергеев, Олег Вячеславович
Оле́г Вячесла́вович Серге́ев (род. 29 марта 1968, Волгоград, СССР) — советский и российский футболист, нападающий; тренер. Мастер спорта СССР (1988) и мастер спорта СССР международного класса (1990).

## Клубная карьера
Воспитанник волгоградского спортинтерната. Известен по выступлениям за клуб ЦСКА, в составе которого становился чемпионом СССР и серебряным призёром чемпионата, обладателем Кубка СССР. После ухода из ЦСКА в 1996 году стал серебряным призёром чемпионата России в составе «Алании», после чего до 2004 года выступал за различные российские клубы. Завершил игровую карьеру в клубе Второго дивизиона «Салют-Энергия», последний год выступая в команде в качестве играющего тренера.

## Тренерская карьера
В 2005 году продолжил свою работу в белгородском клубе в должности старшего тренера, помогая Сергею Андрееву. В 2006—2007 годах также входил в тренерский штаб Андреева сначала в ростовском СКА, а затем в клубе «Ника» Красный Сулин (ЛФЛ, МРО Юг), в 2008 году возглавлял «Нику» во Втором дивизионе. После ухода Андреева из клуба Сергеев возглавил команду. В январе 2009 года присоединился к тренерскому штабу курского «Авангарда» в качестве помощника главного тренера Валерия Есипова. В 2010 исполнял некоторое время обязанности главного тренера клуба. В 2011 заменён на посту старшего тренера команды другим бывшим футболистом ЦСКА Сергеем Березиным.

## Карьера в сборной
В составе сборных СССР, СНГ и России в 1991—1993 годах сыграл 10 матчей (все товарищеские), забил 2 мяча.
| №  | Дата            | Сборная | Соперник  | Счёт | Голы | Поле |
| -- | --------------- | ------- | --------- | ---- | ---- | ---- |
| 1  | 23 мая 1991     | СССР    | Аргентина | 1:1  |      | г    |
| 2  | 13 июня 1991    | СССР    | Швеция    | 3:2  |      | г    |
| 3  | 16 июня 1991    | СССР    | Италия    | 1:1  |      | н    |
| 4  | 25 января 1992  | СНГ     | США       | 1:0  |      | г    |
| 5  | 29 января 1992  | СНГ     | Сальвадор | 3:0  |      | г    |
| 6  | 02 февраля 1992 | СНГ     | США       | 2:3  | 1    | г    |
| 7  | 12 февраля 1992 | СНГ     | Израиль   | 2:1  |      | г    |
| 8  | 13 февраля 1993 | Россия  | США       | 1:0  | 1    | г    |
| 9  | 17 февраля 1993 | Россия  | Сальвадор | 2:1  |      | н    |
| 10 | 21 февраля 1993 | Россия  | США       | 0:0  |      | г    |

## Достижения

### Командные
- Чемпион СССР: 1991
- Серебряный призёр чемпионата СССР: 1990
- Серебряный призёр чемпионата России: 1996
- Победитель в Первой лиге СССР: 1989; ЦСКА, выход в высшую лигу
- 2-е место в Первой лиге СССР: 1988; «Ротор», выход в высшую лигу
- Обладатель Кубка СССР: 1990/91
- Финалист Кубка СССР: 1991/92
- Финалист Кубка России: 1992/93, 1993/94, 1996/97

### Личные
- В списке 33 лучших футболистов сезона в СССР (1): № 3 — 1991.